# Torbat-e-Heydarieh (Verwaltungsbezirk)
Torbat-e Heydariye (persisch شهرستان تربت حیدریه) ist ein Schahrestan in der Provinz Razavi-Chorasan im Iran. Er enthält die Stadt Torbat-e Heydariye, welche die Hauptstadt des Verwaltungsbezirks ist.

## Demografie
Bei der Volkszählung 2016 betrug die Einwohnerzahl des Schahrestan 224.626. Die Alphabetisierung lag bei 87 Prozent der Bevölkerung. Knapp 66 Prozent der Bevölkerung lebten in urbanen Regionen.
| Zensusjahr | Einwohnerzahl |
| ---------- | ------------- |
| 2011       | 210.390       |
| 2016       | 224.626       |